# Fylkesvei 55
De Fylkesvei 55 (Provinciale weg 55) of Sognefjellsvegen (voluit nasjonal turistvei Sognefjellet) is een nationale toeristenweg in Noorwegen. De weg begint in Lom in de provincie Innlandet en gaat tot Gaupne in de provincie Vestland. De weg is geopend op 16 juli 1938.
Het is de hoogste bergweg in Noord-Europa. De weg loopt langs de gebergten Jotunheimen, Hurrungane en Breheimen met vele hoge bergtoppen. Er zijn diverse uitzichtpunten. De hoogte varieert van 1000 m tot het hoogste punt bij Fantestein op 1434 meter. In de winter ligt er veel sneeuw waardoor hij vaak vanaf november tot mei gesloten is.
Vooral het begin van de weg loopt door het hooggebergte Jotunheimen, waar zelfs in de zomer sneeuw ligt, via het Bøverdal langs Galdesanden, niet ver van Spiterstulen. Via Elveseter, het Leirdal en de Jotunheimen Fjellstue loopt de weg langs de berg Galdhøpiggen, en vervolgens langs het meer Bøvertunvatnet naar Bøvertun.
Via Krossbu en de Sognefjellshytta en de meren Prestesteinsvatnet en Hervavatnet loopt de weg langs de berg Fannaråki. Vanaf Turtagrø wordt het landschap groener. Vanaf Turtagrø is de zijweg de Tindevegen naar Årdal. Bij Vassbakken is een waterval.
De weg leidt verder naar het begin van de Lustrafjord bij Skjolden en langs Luster, Høyheimsvik en Nes naar het eindpunt Gaupne aan de Sognefjord.

## Galerij

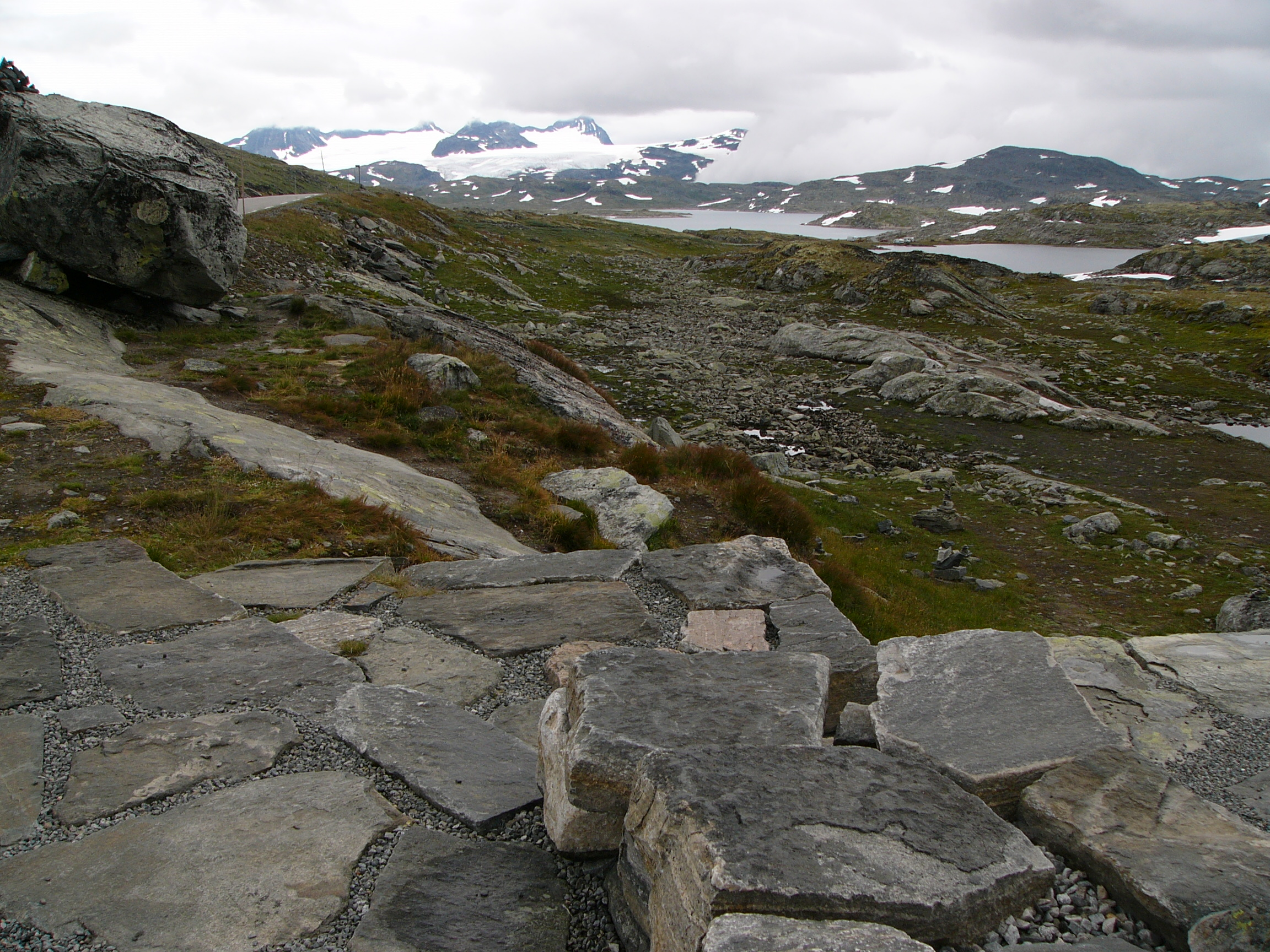
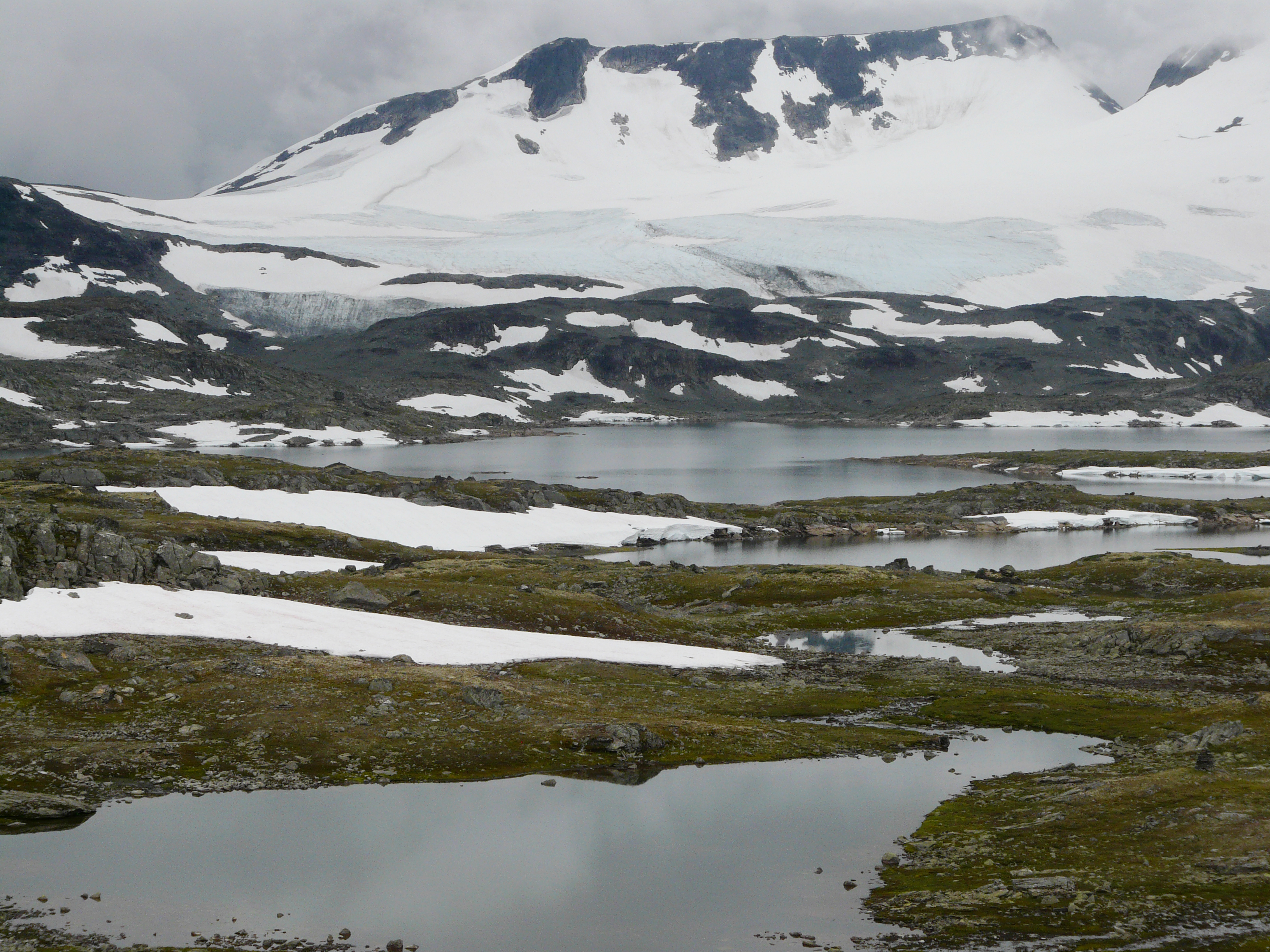
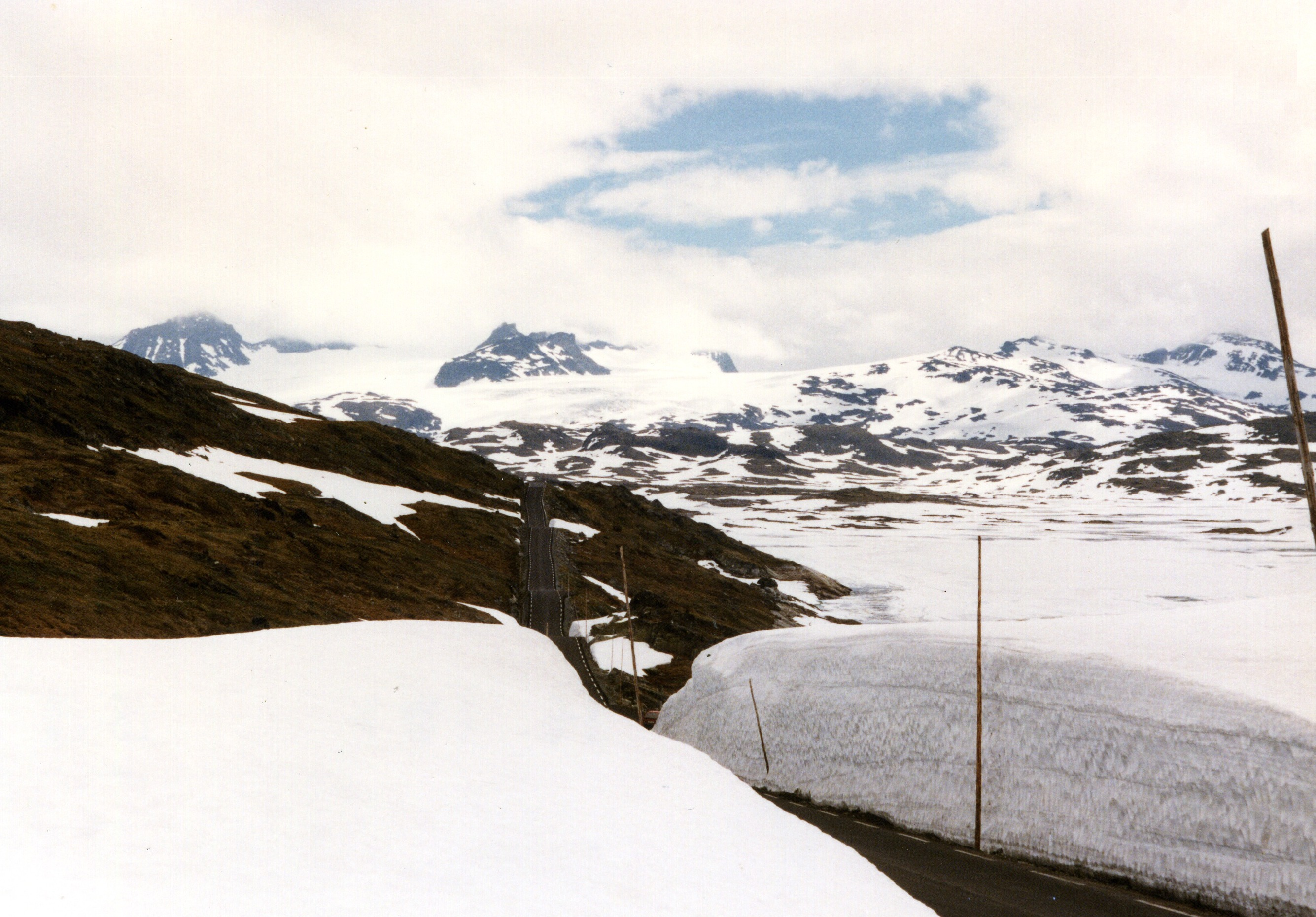
Sognefjellvegen in 1997. De palen markeren de route voor de sneeuwruimers.